# Šport na Hrvaškem
Šport na Hrvaškem ima pomembno vlogo v hrvaški kulturi in številna lokalna športna društva ter hrvaške reprezentance imajo močne privržence v državi. Najbolj priljubljen šport na Hrvaškem je nogomet, ki se na amaterski in poklicni ravni igra med vsemi starostnimi skupinami po vsej državi. Številni drugi pomembni moštveni športi so rokomet, košarka in vaterpolo, klubi pa so na vseh koncih Hrvaške. Hokej na ledu je še en priljubljen moštveni šport, in sicer v notranjosti države. Najbolj priljubljeni posamezni športi na Hrvaškem so tenis, alpsko smučanje in plavanje ter do neke mere namizni tenis in šah. Na Hrvaškem so priljubljene različne amaterske športne igre, predvsem picigin.

## Zgodovina
Franjo Bučar splošno velja za očeta sodobnega hrvaškega športa. Leta 1909 je ustanovil Hrvaško športno zvezo v okviru tedanje Avstro-Ogrske. Bučar je na Hrvaškem predstavil množico običajnih športov, kot so nogomet, alpsko smučanje, drsanje in hokej na ledu, pa tudi gimnastika. V njegovo čast je poimenovana državna nagrada Franja Bučarja za šport, najvišja nagrada Republike Hrvaške v razvoju športa.
Razen let med drugo svetovno vojno Neodvisne države Hrvaške so hrvaške klubske in reprezentančne reprezentance Republiko Hrvaško prvič zastopale v začetku devetdesetih let, z ustanovitvijo hrvaške nogometne reprezentance in prvo tekmo proti ZDA, leta 1990.

## Galerija
- Hrvaški ljubitelji rokometa na svetovnem prvenstvu 2009.
- Ivano Balić je bil v spletni anketi, ki jo je organizirala Mednarodna rokometna zveza, izbran za najboljšega rokometaša v zgodovini.
- KHL Medveščak Zagreb v zagrebški Areni
- Hrvaška rokometna reprezentanca leta 2010